# Koshisaurus katsuyama
Koshisaurus katsuyama es la única especie conocida del género extinto Koshisaurus de dinosaurio ornitópodo hadrosauroide primitivo, que vivió a mediados del período Cretácico, hace 128 millones de años durante el Aptiense, en lo que es hoy Asia. Sus fósiles fueron encontrados en la Formación Kitadani en Japón. El descubrimiento de este género sugiere que los hadrosauroides tenían una mayor diversidad a lo largo del borde oriental de Asia en el Cretácico Inferior. Koshisaurus era diferente con respecto a muchos otros hadrosauroides debido al hecho de que poseía una fosa anteorbital, así como tres crestas inferiores en sus dientes maxilares, similares a las de Equijubus. Estas crestas también se encuentran en los géneros Xuwulong, Jinzhousaurus y Altirhinus, pero todos estos dinosaurios carecen de la fosa anteorbital, lo cual los sitúa, filogenéticamente hablando, como más avanzados que Koshisaurus.